# 2,3-Dibromanilin
2,3-Dibromanilin ist eine chemische Verbindung, die sowohl zu den Anilinen als auch zu den Halogenaromaten zählt.

## Darstellung
2,3-Dibromanilin wird aus 2,3-Dibromnitrobenzol hergestellt, das mit Eisen in Ethanol reduziert wird.

## Reaktionen
Mit Natriumnitrit und Salzsäure entsteht eine Diazoniumverbindung, die durch Verkochen zum 2,3-Dibromphenol umgesetzt werden kann.